# Музей коралових виробів
Музей коралових виробів (Неаполь) — музей прикрас, переважно з коралів, та показу історії їх виробництва в місті Неаполь.

## Майстер з містечка Торре-дель-Греко
В містечку Торре-дель-Греко неподалік від Неаполя почали збирати і обробляти корали. 1855 року мешканець Торре-дель-Греко Джованні Асчіоне (1834-1908) та десять його синів заснували майстерню зі зборів та обробки коралів. Вироби почали користуватись попитом і виробництво розширили,  почали обробляти перламутр, мушлі тропічних морів, напівкоштовні камені тощо. Вже 1875 року майстерня Джованні Асчіоне стала офіційним постачальником виробів з коралів італійської королівської Савойської династії.

## Передісторія створення
В XX столітті накопичилось достатньо експонатів для створення відповідного музею. Наприкінці XIX століття аристократ Гаетано Філанджері, князь Сатріано, посприяв разом із однодумцями заснуванню та відкриттю Музею художньої промисловості з метою покращення культури декоративно-ужиткового мистецтва у Неаполі та на його околицях, з метою зменшення хаосу і збільшення виробництва кераміки, меблів, прикрас тощо. 
Довга історія ювелірного виробництва майстерні Асчіоне набула усіх ознак фірми і не припинилась і у XX столітті.  2001 року був організований та відкритий Музей коралових виробів, але з розташуванням у Неаполі.

## Музей та експозиції і  фонди

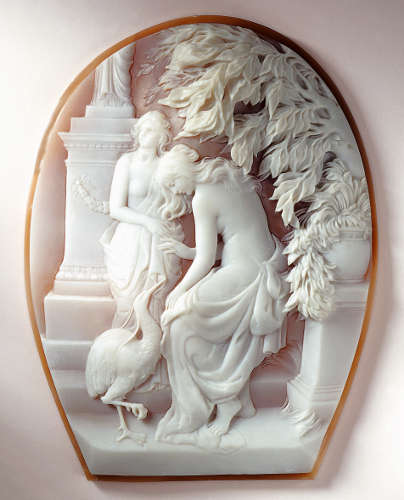
Камея «Безсмертне кохання», фірма Асчіоне, 1925 р., мушля з Мадагаскару.

Музей коралових виробів розташували в приміщенні Галереї Умберто І в історичному районі міста Санта Брігіда неподалік від уславленого неаполітанського театру Сан Карло. Музею віддали скромні, без якогось декору приміщення другого поверху галереї. 
В експозиції більш ніж 300 виробів з коралів різного забарвлення, виробів з перламутру та напівкоштовного каміння. Експозиції спокійні, ділові і позбавлені зайвої пишності.
Експозиції розділені на два розділи. Перший розділ демонструє історію обробки коралів і перламутру, інструменти майстрів минулого, описи тодішніх технологій. 
Другий розділ відведено під готові вироби у різних стилях та копії найбільш вдалих виробів фірми Асчіоне. В експозиції вироби від середини XIX століття до 1940-х років.